# Kyšperk (hrad, okres Ústí nad Orlicí)
Kyšperk (německy Geiersberg) je zaniklý hrad, který stával na jihozápadním okraji Letohradu v okrese Ústí nad Orlicí, na návrší zvaném Hradisko. Založen byl pravděpodobně ve 14. století pány ze Žampachu. Na konci téhož století byl připojen k žampašskému panství a během 15. století zanikl. Dochovaly se z něj především pozůstatky zemního opevnění.

## Historie
Písemné prameny o hradu se nedochovaly. Jeho název se objevuje pouze v přídomcích, u nichž není jisté, zda souvisí s hradem nebo sousedním městečkem, v němž nejméně od šestnáctého století stávala tvrz. Archeologicky bylo osídlení hradu doloženo ve čtrnáctém a patnáctém století.
Hrad nejspíše založili příslušníci jedné z větví rodu pánů ze Žampachu. Prvním držitelem hradu byl podle Augusta Sedláčka Jeniš (Ješek) z Kyšperka připomínaný roku 1308. Jeho nástupcem se stal syn Buzek ze Žampachu seděním na Kyšperce, doložený v letech 1349–1370. Jeho syn Jeniš před rokem 1396 přenechal Kyšperk Mikuláši Žampachovi z Potštejna, který jej připojil k žampašskému panství. Někdy poté zřejmě nepotřebný hrad zpustl. Centrem samostatného panství se Kyšperk znovu stal v roce 1568, ale vrchnostenským sídle tehdy už byla letohradská tvrz.
Zříceniny hradu byly údajně patrné ještě na začátku 18. století. Zanikly při rozebírání zdiva na stavební materiál při stavbě poutní kaple Jana Nepomuckého, kterou v roce 1714 začal stavět tehdejší majitel kyšperského panství František Karel Libštejnský z Kolovrat. Koncem šedesátých let 19. století byla při stavbě železniční trati Kyšperk – Ústí nad Orlicí odlámána část hradního návrší a tím poškozeny zbytky opevnění na jihovýchodní straně.

## Stavební podoba
Jednodílný hrad měl polookrouhlý půdorys. Na jižní straně jej chránil strmý svah a na zbývajících stranách byl hrad opevněn valem a příkopem. Na snadno přístupné severozápadní straně bylo opevnění zdvojeno. Koruna vnitřního valu je na západě širší. Rozšíření souvisí buď se vstupem do hradu, nebo na něm stávala nevelká hospodářská budova. Převážně ploché hradní jádro je přístupné od západu po novodobém násypu přes příkop. Archeologický výzkum v roce 2006 neodkryl žádné pozůstatky zděné zástavby ani lehčích konstrukcí.